# Liste der Dekanate der Erzdiözese Salzburg

Dekanatseinteilung der Erzdiözese Salzburg

Die Erzdiözese Salzburg ist in folgende 17 Dekanate und 209 Pfarren unterteilt:
- Dekanat Altenmarkt
  - Altenmarkt im Pongau, Eben im Pongau, Filzmoos, Flachau, Forstau, Hüttau, Lungötz (Seelsorgestelle), Pfarrwerfen, Pöham (Seelsorgestelle), Radstadt, St. Martin im Tennengebirge, Untertauern, Werfen, Werfenweng
- Dekanat Bergheim
  - Anif, Bergheim, Elixhausen, Eugendorf, Fürstenbrunn-Glanegg (Seelsorgestelle), Grödig, Großgmain, Hallwang, Maria Plain, Niederalm, Rif-St. Albrecht (Seelsorgestelle), Salzburg-St. Vitalis, Siezenheim, Wals, Walserfeld (Seelsorgestelle)
- Dekanat Brixen im Thale
  - Brixen im Thale, Hopfgarten, Itter, Kelchsau, Kirchberg in Tirol, Westendorf
- Dekanat Hallein
  - Abtenau, Adnet, Annaberg, Dürrnberg, Golling an der Salzach, Hallein, Krispl, Kuchl, Neualm-St. Josef (Seelsorgestelle), Oberalm, Puch, Rehhof (Seelsorgestelle), Rußbach am Pass Gschütt, St. Jakob am Thurn, St. Kolomann, Bad Vigaun
- Dekanat Köstendorf
  - Berndorf bei Salzburg, Henndorf am Wallersee, Köstendorf, Mattsee, Neumarkt am Wallersee, Obertrum am See, Schleedorf, Seeham, Seekirchen, Straßwalchen
- Dekanat Kufstein
  - Angath, Bad Häring, Bruckhäusl, Ebbs, Ellmau, Erl, Kirchbichl, Kufstein-Endach (Seelsorgestelle), Kufstein-Sparchen (Kufstein-St. Josef), Kufstein-St. Vitus, Kufstein-Zell (Kufstein-St. Martin), Land, Langkampfen, Mariastein, Niederndorf, Scheffau am Wilden Kaiser, Schwoich, Söll, Thiersee, Walchsee, Wörgl
- Dekanat Reith im Alpbachtal
  - Alpbach, Auffach, Brandenberg, Breitenbach am Inn, Brixlegg, Bruck am Ziller, Kramsach, Kundl, Mariathal, Niederau, Oberau, Rattenberg am Inn, Reith im Alpbachtal, Steinberg am Rofan, Thierbach
- Dekanat Saalfelden
  - Hinterthal, Leogang, Lofer, Maishofen, Maria Alm, Maria Kirchental, Saalbach, Saalfelden, St. Martin bei Lofer, Unken, Viehhofen, Weißbach bei Lofer, Zell am See-Schüttdorf, Zell am See-St. Hippolyt
- Stadtdekanat Salzburg
  - Elsbethen, Salzburg-Aigen, Salzburg-Dompfarre, Salzburg-Gneis, Salzburg-Gnigl, Salzburg-Herrnau, Salzburg-Itzling, Salzburg-Lehen, Salzburg-Leopoldskron-Moos, Salzburg-Liefering, Salzburg-Maxglan, Salzburg-Morzg, Salzburg-Mülln, Salzburg-Nonntal, Salzburg-Parsch, Salzburg-St. Andrä, Salzburg-St. Blasius, Salzburg-St. Elisabeth, Salzburg-St. Johannes am Landeskrankenhaus, Salzburg-St. Martin, Salzburg-St. Paul, Salzburg-St. Severin, Salzburg-Taxham, Salzburg-Universitätspfarre
- Dekanat St. Georgen
  - Anthering, Bürmoos, Dorfbeuern, Lamprechtshausen, Maria Bühel, Nußdorf am Haunsberg, Oberndorf bei Salzburg, St. Georgen bei Salzburg
- Dekanat St. Johann im Pongau
  - Bischofshofen, Goldegg, Großarl, Hüttschlag, Kleinarl, Mühlbach am Hochkönig, Schwarzach im Pongau, St. Johann im Pongau, St. Veit im Pongau, Wagrain
- Dekanat St. Johann in Tirol
  - Aurach, Fieberbrunn, Going, Hochfilzen, Jochberg, Kirchdorf in Tirol, Kitzbühel, Kössen, Oberndorf in Tirol, Reith bei Kitzbühel, Schwendt, St. Jakob in Haus, St. Johann in Tirol, St. Ulrich am Pillersee, Waidring
- Dekanat Stuhlfelden
  - Bramberg am Wildkogel, Hollersbach, Kaprun, Krimml, Mittersill, Neukirchen am Großvenediger, Niedernsill, Piesendorf, Stuhlfelden, Uttendorf, Wald im Pinzgau
- Dekanat Tamsweg
  - Lessach, Mariapfarr, Mauterndorf, Muhr im Lungau, Ramingstein, Seethal, St. Margarethen im Lungau, St. Michael im Lungau, Tamsweg, Thomatal, Tweng, Unternberg bei Tamsweg, Zederhaus
- Dekanat Taxenbach
  - Bad Gastein, Bad Hofgastein, Böckstein, Bruck an der Glocknerstraße, Bucheben, Dienten, Dorfgastein, Embach, Eschenau, Fusch, Lend, Rauris, St. Georgen im Pinzgau, Taxenbach
- Dekanat Thalgau
  - Ebenau, Faistenau, Fuschla am See, Hintersee, Hof bei Salzburg, Koppl, Plainfeld, St. Gilgen, Strobl, Thalgau
- Dekanat Zell am Ziller
  - Brandberg im Zillertal, Gerlos, Hart im Zillertal, Mayrhofen, Stumm, Zell am Ziller